# Málta világörökségi helyszínei
Málta területéről eddig három helyszín került fel a világörökségi listára, hét helyszín a javaslati listán várakozik a felvételre.
| | Ħal Saflieni-i hipogeum |
| 1980 |                         |
| Kulturális (III) |                         |
| Védett terület: 0,13 ha, hivatkozás: 130 |                         |
| A Valletta közelében lévő Paolában egy, a 20. század elején véletlenül felfedezett barlangrendszerben több, mint 7000 ember maradványait tárták fel. A körülbelül 500 négyzetméter összterületű neolit kori hipogeum földalatti templomegyüttese világ legrégebbi temetkezési és kultikus helyei közé tartozik. A temetkezőhely legkorábbi részei feltételezhetően i. e. 3000 körül épültek, majd a helyet 1300 éven keresztül folyamatosan bővítették. Eredetileg feltehetően csak szentélynek készült, de már a legkorábbi időktől sírkamra szerepét töltötte be. Ez a kor egyetlen ismert földalatti építménye. A több, mint 10 méter mélyen fekvő barlangrendszer számos kamrából, folyosóból és fülkéből áll. A termek kialakításakor csak kőszerszámokat használtak. A legfontosabb helyiségeket boltívekkel díszítették, falaikban oldalsó helyiségeket alakítottak ki. A szentély a nekropolisz közepén helyezkedik el, az ásatások során előkerült tárgyak áldozatok bemutatására és jóslásokra utalnak. A legismertebb leletek közé tartozik az „Alvó hölgy szobra”, aki valószínűleg papnő lehetett. |                         |

| | Valletta |
| 1980 |          |
| Kulturális (I)(VI) |          |
| Védett terület: 55,5 ha, hivatkozás: 131 |          |
| Valletta egy tengerbe nyúló 60 méter magas sziklán helyezkedik el. Falai mögött több száz műemlék található, ezért az 55 hektáron fekvő város a világ egyik legkoncentráltabb történelmi területe. A Máltai lovagrend nagymestere Jean Parisot de La Valette alapította 1566-ban miután sikerült visszaverniük a törökök ostromát. A korra jellemző módon megerősített város mai képét is a lovagrendnek köszönheti, védműveit két építész Francesco Laparelli és Ġlormu Cassar tervei alapján 1566 és 1571 között emelték. A bástyázott, erődítményszerű falakkal körbevett város sakktábla-szerkezetű utcahálózattal rendelkezik. Műemlékei a késő reneszánsz és a barokk korban épültek. A város legfontosabb épületei a két udvarral rendelkező nagymesteri palota, a barokk stílusban épült Miasszonyunk-templom, amit hálából emeltek a törököktől való megmenekülés után, és a johannita lovagok temetkezési helyeként használt 1573 és 1578 között épült, mennyezetfreskókkal díszített Szent János-társkatedrális, a város főtemploma. Miután a lovagok 1798-ban elhagyták a szigetet a városban nem történtek komolyabb átalakítások, ezért a templomok, paloták, színházak és terek megőrizték eredeti formájukat. |          |

| | Málta megalitikus templomai |
| 1980, kiterjesztés: 1992 |                             |
| Kulturális (IV) |                             |
| Védett terület: 3,15 ha, puffer zóna: 167 ha, hivatkozás: 132 |                             |
| A máltai megalitikus templomok i. e. 4000 és i. e. 2000 között épültek. A templomok az újkőkori ember első bonyolult építményei, tervezésben, kivitelezésben és építési technológiában mindegyik önálló, egyedi fejlesztés eredménye. A világörökségi helyszínhez eredetileg csak a Gozón található Ġgantija két temploma tartozott, de később kibővítették Ħaġar Qim, Mnajdra, Tarxien, Ta'Ħagrat és Ta'Skorba építményeivel is. A hét épületegyüttesből valószínűleg a Ġgantija-templom a legrégebbi, korát 6000 évre becsülik. Az ásatások során előkerült nem helyi eredetű tárgyak arra utalnak, hogy a templomok egyfajta földközi-tengeri zarándokhelyek lehettek. A dupla falú építmények több, 10 méternél hosszabb patkó alakú kamrákból állnak, a kamrák egy belső udvar körül helyezkednek el. Három hely, Mnajdra, Ħaġar Qim és Tarxien templomai egyedülálló spirális díszítéssel rendelkeznek. Ezek közül az egyik, Ħaġar Qim lehetett az legutolsó amit a szigeteken építettek, 12 méter magasságot elérő homlokzatait i. e. 2000 körül emelhették. |                             |